# Mean Girls (videogioco)
Mean Girls è un videogioco di simulazione ispirato all'omonimo film. Una versione per iPhone e PC, sottotitolata High School Showdown, è stata pubblicata il 27 febbraio 2009 per PC e il 2 dicembre 2009 per iPhone. Il gioco doveva essere pubblicato dalla 505 Games il 20 aprile 2010, in una versione per Nintendo DS e PC, ma anche se completo il gioco non è mai stato pubblicato. La ROM del videogioco è stato poi ottenuto da una youtuber specializzata in trovare media digitali andati perduti, Ray Mona, la quale ne ha pubblicato un gameplay in inglese il 15 luglio 2021. La ROM non è stata resa disponibile al pubblico per accordi con chi gliel'ha fornita.

## Trama
Il videogioco ha come protagonista Cady, la protagonista del film, interpretata da Lindsay Lohan, che però per problemi di licenza non è presente sulla copertina del videogioco per la versione DS e PC, a differenza delle altre tre protagoniste del film Rachel McAdams, Lacey Chabert ed Amanda Seyfried. Mean Girls: High School Showdown segue la trama del film con personaggi originali.

## Modalità di gioco
High School Showdown è un videogioco rompicapo/RPG basato sull'allineamento per 3. La versione mai distribuita per DS e PC era invece una raccolta di minigiochi, dalla grafica completamente diversa, seppur sempre cartoonesca.